# 広中平祐
広中 平祐（ひろなか へいすけ、旧字体：廣中 平󠄁祐󠄀、1931年（昭和6年）4月9日 - ）は、日本の数学者。ハーバード大学名誉教授。京都大学数理解析研究所元所長。山口大学元学長。学位は、理学博士（ハーバード大学・1960年）。日本人で2人目のフィールズ賞受賞者である。専門は代数幾何学。日本学士院会員。

## 概要

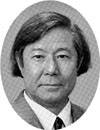
若かりし頃の広中

山口県玖珂郡由宇町（現在の岩国市）生まれ。両親は再婚同士で、15人兄弟の7番目として生まれた。父は大手の呉服商や織物工場を営み、戦前はかなり裕福な家庭で育った。
1944年に旧制山口県立柳井中学校（1948年の在学中に学制改革し、現在は山口県立柳井高等学校）に入学。しかし中学2年からは光海軍工廠での兵器製造に学徒動員され、学業は停止。召集された長兄と次兄は戦死し、父の会社も戦後は没落。父は衣料品の行商人として平祐たちを育てた。柳井高等学校時代には、弁論・ピアノにも取り組んだ。
1950年に山口県立柳井高等学校を卒業し、京都大学理学部に進学。
1957年からはハーバード大学に3年間留学し、特異点解消の研究に打ち込む。在籍中の1959年には半年間、パリの高等科学研究所の客員研究員に。1962年、ブランダイス大学の講師の職を得て各種の多様体上の特異点の解消に関する研究に打ち込む。同年には自宅で構想中に得たひらめきを基に定理を構築し、1964年に代数幾何学の論文『Resolution of Singularities of an Algebraic Variety Over a Field of Characteristic Zero: I〈標数0の体上の代数多様体の特異点の解消および解析多様体の特異点の解消〉』を発表。この研究が認められ、1970年に日本人として二人目となるフィールズ賞を受賞した。
1964年、コロンビア大学の教授に招聘される。1968年からはハーバード大学教授。1975年、昭和生まれでは初の文化勲章を受章。同年から京都大学教授も兼任（1988年退任）。
妻は広中和歌子。元参議院議員で環境庁長官を務めた。娘の広中えり子も数学者でフロリダ州立大学教授。

## 人物
- 幼少時、分からないことがあると何でも質問するため、母親から「なぜなぜ坊や」と呼ばれていた。母親は疑問に答えられないと、「偉い人に聞けば分かるだろう」と町の医者や神主のところに平祐を連れて行き、答えを尋ねてくれたという[4]。
- 若い頃はピアノの演奏家、作曲家を志していた。ピアノは高校時代にほとんど独学したが、始めた時期が遅いことからプロの演奏家になることはあきらめた。
- 中学1年の時、2歳上の姉が悩んでいた数学の因数分解の問題をのぞき見、教科書の公式を見てすらりと解いてしまう。後年「数学が面白いと初めて感じた瞬間だった」と振り返っている[4]。
- 京都大学の学生時代は秋月康夫の研究室に入り、厳しい指導を受ける。日本人3人目のフィールズ賞受賞者・森重文も秋月研究室出身。
- 特異点解消問題について、1963年に日本数学会で講演した。その内容は、一般的に考えるのでは問題があまりに難しいから、様々な制限条件を付けた形でまずは研究しようという提案であった。その時、岡潔が立ち上がり、問題を解くためには、広中が提案したように制限をつけていくのではなく、むしろ逆にもっと理想化した難しい問題を設定して、それを解くべきであると言った。その後、広中は制限を外して理想化する形で解き、フィールズ賞の受賞業績となる[5]。
- ハーバード大学ではオスカー・ザリスキに師事。同門下にデヴィッド・マンフォード（1974年フィールズ賞受賞）がおり、広中は後年「ランチを食べながらお互いに教え合い、刺激しあった」と語っている[4]。
- ハーバード大学に滞在中、グロタンディークがハーバード大学にやってきた。広中はグロタンディークを非常に面白い人と思い、親しく交流するようになった。そしてグロタンディークがパリに帰るときに「パリに来ないか」と要請を受けた。広中はこれに応じ、パリに行くことになった[6]。
- グロタンディークの要請を受けIHESの研究員としてパリに滞在していた1959年、語学学校で指揮者の小澤征爾と出会い、親交を結ぶ。1960年、小澤がバークシャー音楽祭（現：タングルウッド音楽祭）に出演するため来米すると、広中が車を運転して空港から送迎したという（小澤はこの時、最高賞のクーセヴィツキー賞を受賞し、アメリカで名声を得るきっかけとなる）[4]。
- 数学教育に積極的に取り組んでいることでも知られる。数理科学に強い情熱と優れた資質を持つ若者に学年や地域の壁を越えた交流の機会を提供するために、1980年に第1回数理の翼夏季セミナーを主催。1984年には財団法人数理科学振興会を設立し、代表に就任。1992年からは小学生対象の「算数オリンピック」会長。ほかに東京書籍の算数・数学教科書の監修も担当している。
- 2008年より招聘を受け韓国ソウル大碩座教授となる。許埈珥（2022年フィールズ賞受賞）は、物理学専攻であったがその講義に感銘を受け師事し、京都市の自宅へ訪れるほどの親交を結び、大学院より数学科に転向した。米国留学も広中の推薦である[7]。
- 座右の銘は「素心深考」。

## 略歴
- 1950年、山口県立柳井高等学校卒業
- 1954年、京都大学理学部数学科卒業[要出典]
- 1956年、京都大学大学院理学研究科で修士号取得
- 1960年
  - ハーバード大学で博士号取得
  - ブランダイス大学講師
- 1961年、ブランダイス大学助教授
- 1962年、ストックホルムの国際数学者会議で招待講演[8]
- 1963年
  - ブランダイス大学准教授
  - 京都大学理学研究科より博士号を取得。題は「The resolution of singularities of an algebraic variety」
- 1964年、コロンビア大学教授
- 1967年、朝日文化賞受賞
- 1968年、ハーバード大学教授（1992年まで）
- 1970年
  - 9月2日、ニースの国際数学者会議[8]でフィールズ賞受賞
  - 日本学士院賞受賞
- 1975年
  - 京都大学数理解析研究所教授（1988年まで）
  - 文化勲章受章、文化功労者顕彰
- 1976年、日本学士院会員
- 1983年、京都市名誉市民
- 1984年、財団法人数理科学振興会設立代表
- 1990年、ハーバード大学名誉教授 (William Elwood Byerly Professorship in Mathematics)
- 1996年、山口大学学長に就任（2002年まで）
- 2004年
  - フランスレジオンドヌール勲章シュヴァリエ受章
  - リンデンホール小学校特別講師
  - 創造学園大学（現在は廃校）学園長に就任（2013年まで）
- 2008年、ソウル大学校教授
- 2012年、岩国市名誉市民

## 著書
- 『広中平祐の家庭教育論 可能性をひきだす教育』講談社 1978
- 『広中平祐の教育探検』日本放送出版協会 1979
- 『創造力をはぐくむ 21世紀への教育論』横浜パースデザインアカデミー 1980
- 『広中平祐の数学教室 誰でも数学が好きになれる』サンケイ出版 1980
- 『創造的に生きる』聖教新聞社 1981
- 『広中平祐の家庭教育論 可能性をひきだす教育』講談社 オレンジバックス 1981
- 『私の生き方論 広中平祐対談集』潮出版社 1981　のち文庫
- 『「可変思考」で創造しよう 企画・教育・技術への発想テキスト』光文社 カッパ・ホームス 1982 のち文庫
- 『学問の発見』佼成出版社 1982　『生きること学ぶこと』集英社文庫 1984
- 『広中平祐素心対談』佼成出版社 1983
- 『科学の知恵心の智慧』佼成出版社 1985
- 『超一流企業リーダーの頭の中 広中平祐・エグゼクティブ対談』光文社 1985
- 『雲の如く』（ドキュメント・わが母）旺文社 1986
- 『湧源国家論 豊かさの後に何を創造するのか』PHP研究所 1988
- 『代数幾何学』講義 森重文記録 丸山正樹, 森脇淳, 川口周編 京都大学学術出版会 2004

### 共著
- 『数学とエロチシズム』池田満寿夫共著 講談社 1977 のち文庫
- 『日本を語る』江崎玲於奈共著 毎日新聞社 1977
- 『やわらかな心をもつ ぼくたちふたりの運・鈍・根』小沢征爾対談 創世記 1977 のち新潮文庫
- 『子供の教育と親のかかわり』広中和歌子共著 聖教新聞社 1979
- 『青年の翼 若い日本人のための12章』編著 パナジアン 1980
- 『若い日本人のための12章』編著 パナジアン 1980
- 『解析空間入門』卜部東介共著 朝倉書店 数理科学ライブラリー 1981
- 『広中平祐・和歌子の教育相談 知欲と個性を伸ばすために』広中和歌子共著 学習研究社 1982
- 『知の発見-叡知』藤沢令夫共著 てらこや出版 寺小屋叢書 1983
- 『クラゲの数学・Si星人の化学』坪井忠二、江沢洋共著、培風館、1985
- 『親ならいまこそ考えよう 子供の学力、個性を伸ばす"環境"づくりをめざして… 対談』難波金平共著 JCA出版局 本物の教育シリーズ 1986
- 『素心・素願に生きる 対話』水上勉共著 小学館 1989 のちライブラリー
- 『現代数理科学事典』編 大阪書籍 1991　丸善 2009
- 『人生は六十歳から 天命に生きる 生きる指針・勇気・希望を与える』和田一夫共著 ダイヤモンドセールス編集企画 1994

### 翻訳
- ベンワー B.マンデルブロ『フラクタル幾何学』監訳 日経サイエンス 1985/ちくま学芸文庫 上下 2011

監訳として名前を出してはいるが翻訳作業自体は湧源クラブによって行われた。

## 出演

### CM
- 松下電器 テレビ（1970年代）
- 富士フイルム  インスタントカメラ・フォトラマ（一家で出演。1982年）
- 日興証券（1989年）